# Лейкв'ю-Естейтс (Джорджія)
Лейкв'ю-Естейтс (англ. Lakeview Estates) — переписна місцевість (CDP) в США, в окрузі Рокдейл штату Джорджія. Населення — 2660 осіб (2020).

## Географія
Лейкв'ю-Естейтс розташований за координатами 33°42′18″ пн. ш. 84°2′16″ зх. д. / 33.70500° пн. ш. 84.03778° зх. д. (33.704983, -84.037683).  За даними Бюро перепису населення США в 2010 році переписна місцевість мала площу 1,47 км², з яких 1,35 км² — суходіл та 0,12 км² — водойми. В 2017 році площа становила 1,40 км², з яких 1,32 км² — суходіл та 0,08 км² — водойми.

## Демографія
Згідно з переписом 2010 року, у переписній місцевості мешкало 2695 осіб у 636 домогосподарствах у складі 532 родин. Густота населення становила 1828 осіб/км².  Було 700 помешкань (475/км²).
Расовий склад населення:
| - 53,8 % — білих - 2,7 % — чорних або афроамериканців - 0,7 % — корінних американців - 0,4 % — азіатів - 38,1 % — осіб інших рас |

До двох чи більше рас належало 4,3 %. Частка іспаномовних становила 85,6 % від усіх жителів.
За віковим діапазоном населення розподілялося таким чином: 39,9 % — особи молодші 18 років, 57,8 % — особи у віці 18—64 років, 2,3 % — особи у віці 65 років та старші. Медіана віку мешканця становила 24,3 року. На 100 осіб жіночої статі у переписній місцевості припадало 118,4 чоловіків;  на 100 жінок у віці від 18 років та старших — 131,8 чоловіків також старших 18 років.
Середній дохід на одне домашнє господарство  становив 29 948 доларів США (медіана — 24 813), а середній дохід на одну сім'ю — 31 387 доларів (медіана — 25 573). Медіана доходів становила 19 728 доларів для чоловіків та 16 480 доларів для жінок. За межею бідності перебувало 38,1 % осіб, у тому числі 45,1 % дітей у віці до 18 років та 16,2 % осіб у віці 65 років та старших.
Цивільне працевлаштоване населення становило 1017 осіб. Основні галузі зайнятості: будівництво — 44,3 %, виробництво — 29,1 %, науковці, спеціалісти, менеджери — 8,3 %, мистецтво, розваги та відпочинок — 3,5 %.